# Nectarinia hunteri
Nectarinia hunteri é uma espécie de ave da família Nectariniidae.
Pode ser encontrada nos seguintes países: Etiópia, Quénia, Somália, Sudão, Tanzânia e Uganda.